# Антон Піхлер
Антон Піхлер (нім. Anton Pichler, нар. 14 жовтня 1955, Вайц) — австрійський футболіст, захисник.
Насамперед відомий виступами за клуб «Штурм» (Грац), а також національну збірну Австрії.

## Клубна кар'єра
У дорослому футболі дебютував 1974 року виступами за команду клубу «Штурм» (Грац), в якій провів тринадцять сезонів, взявши участь у 420 матчах чемпіонату.  Більшість часу, проведеного у складі «Штурма», був основним гравцем захисту команди.
Завершив професійну ігрову кар'єру у клубі «Санкт-Пельтен», за команду якого провів чотири гри протягом 1987—1988 років.

## Виступи за збірну
1976 року дебютував в офіційних матчах у складі національної збірної Австрії. Протягом кар'єри у національній команді, яка тривала 10 років, провів у формі головної команди країни лише 11 матчів.
У складі збірної був учасником чемпіонату світу 1982 року в Іспанії.